# Polinomios de Appell generalizados
En matemáticas, una serie polinómica {\displaystyle \{p_{n}(z)\}} tiene una representación de Appell generalizada si la función generadora de los polinomios toma la forma:
{\displaystyle K(z,w)=A(w)\Psi (zg(w))=\sum _{n=0}^{\infty }p_{n}(z)w^{n}}
donde la función de generación o núcleo {\displaystyle K(z,w)} se compone de la serie
{\displaystyle A(w)=\sum _{n=0}^{\infty }a_{n}w^{n}\quad } con {\displaystyle a_{0}\neq 0}
y
{\displaystyle \Psi (t)=\sum _{n=0}^{\infty }\Psi _{n}t^{n}\quad } y todos los {\displaystyle \Psi _{n}\neq 0}
y
{\displaystyle g(w)=\sum _{n=1}^{\infty }g_{n}w^{n}\quad } con {\displaystyle g_{1}\neq 0.}
Dado lo anterior, no es difícil demostrar que {\displaystyle p_{n}(z)} es un polinomio de grado {\displaystyle n}.
Los polinomios de Boas-Buck es una clase de polinomios un poco más general.

## Casos especiales
- La elección de {\displaystyle g(w)=w} da la clase de polinomios de Brenke.
- La elección de {\displaystyle \Psi (t)=e^{t}} da como resultado la serie de Sheffer de polinomios, que incluye los polinomios por diferencias generales, como la interpolación polinómica de Newton.
- La elección combinada de {\displaystyle g(w)=w} y {\displaystyle \Psi (t)=e^{t}} da la serie de Appell de polinomios.

## Representación explícita
Los polinomios de Appell generalizados tienen la representación explícita
{\displaystyle p_{n}(z)=\sum _{k=0}^{n}z^{k}\Psi _{k}h_{k}.}
La constante es
{\displaystyle h_{k}=\sum _{P}a_{j_{0}}g_{j_{1}}g_{j_{2}}\cdots g_{j_{k}}}
donde esta suma se extiende sobre todas las particiones de {\displaystyle n} en partes de {\displaystyle k+1}; es decir, la suma se extiende sobre todo {\displaystyle \{j\}} de tal manera que
{\displaystyle j_{0}+j_{1}+\cdots +j_{k}=n.\,}
Para los polinomios de Appell, esto se convierte en la fórmula
{\displaystyle p_{n}(z)=\sum _{k=0}^{n}{\frac {a_{n-k}z^{k}}{k!}}.}

## Relación de recursión
De manera equivalente, una condición necesaria y suficiente para que el núcleo {\displaystyle K(z,w)} pueda escribirse como {\displaystyle A(w)\Psi (zg(w))} con {\displaystyle g_{1}=1} es que
{\displaystyle {\frac {\partial K(z,w)}{\partial w}}=c(w)K(z,w)+{\frac {zb(w)}{w}}{\frac {\partial K(z,w)}{\partial z}}}
donde {\displaystyle b(w)} y {\displaystyle c(w)} tienen la serie de potencias
{\displaystyle b(w)={\frac {w}{g(w)}}{\frac {d}{dw}}g(w)=1+\sum _{n=1}^{\infty }b_{n}w^{n}}
y
{\displaystyle c(w)={\frac {1}{A(w)}}{\frac {d}{dw}}A(w)=\sum _{n=0}^{\infty }c_{n}w^{n}.}
Sustituyendo
{\displaystyle K(z,w)=\sum _{n=0}^{\infty }p_{n}(z)w^{n}}
inmediatamente da la relación de recurrencia.
{\displaystyle z^{n+1}{\frac {d}{dz}}\left[{\frac {p_{n}(z)}{z^{n}}}\right]=-\sum _{k=0}^{n-1}c_{n-k-1}p_{k}(z)-z\sum _{k=1}^{n-1}b_{n-k}{\frac {d}{dz}}p_{k}(z).}
Para el caso especial de los polinomios de Brenke, se tiene que {\displaystyle g(w)=w} y, por lo tanto, todos los {\displaystyle b_{n}=0}, simplificando significativamente la relación de recursión.